# 科兰康
科兰康（法語：Colincamps，法語發音：[kɔlɛ̃kɑ̃]）是法国上法蘭西大區索姆省的一个市镇，属于亚眠区。

## 地理
科兰康（50°6'2"N, 2°36'1"E）面积4.38 平方千米，位于法国上法蘭西大區索姆省，该省份为法国北部沿海省份，北起加来海峡省和北部省，西接滨海塞纳省和大西洋英吉利海峡，南至瓦兹省，东临埃纳省。
与科兰康接壤的市镇（或旧市镇、城区）包括：马伊马耶、埃比泰尔讷、萨伊欧布瓦、库尔塞勒欧布瓦。

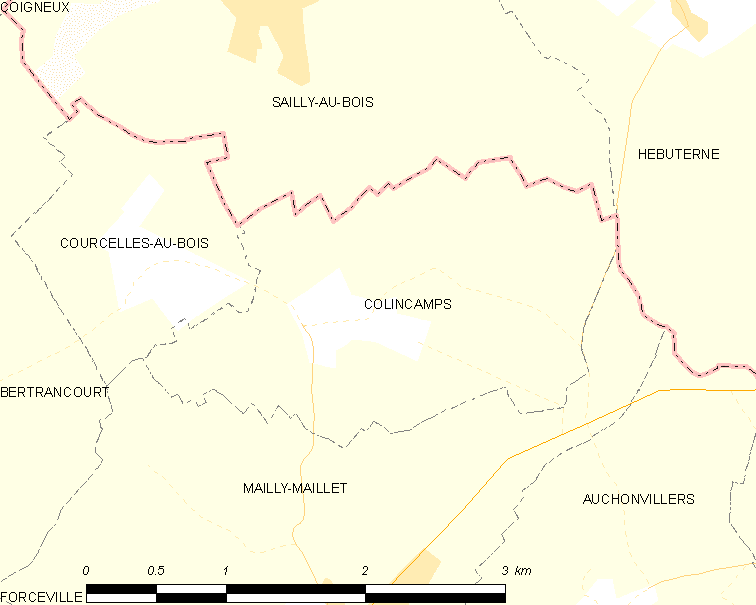
科兰康的OSM定位图

科兰康的时区为UTC+01:00、UTC+02:00（夏令时）。

## 行政
科兰康的邮政编码为80560，INSEE市镇编码为80203。

## 政治
科兰康所属的省级选区为阿尔贝县。

## 人口

1962-2008年间科兰康人口变化图示

科兰康于2022年1月1日时的人口数量为83人。